# Copa Constitució 2025
Der Copa Constitució 2025 war die 33. Auflage des Pokalwettbewerbs in Andorra. Der Wettbewerb wurde zwischen dem 11. Januar und 25. Mai 2025 ausgetragen. Alle Begegnungen wurden in einem Spiel entschieden. Titelverteidiger war UE Santa Coloma.

## Teilnehmer
Alle zehn Vereine der Primera Divisió und drei Teams aus der Segona Divisió.
| Primera Divisió                                                                                          | Primera Divisió                                                                                     | Segona Divisió                                        |
| --- | --------------------------------------------------------------------------------------------------- | ----------------------------------------------------- |
| - Atlètic Club d’Escaldes - CF Esperança d’Andorra - Inter Club d’Escaldes - FS La Massana 1 - FC Ordino | - FC Pas de la Casa - FC Santa Coloma 1 - UE Santa Coloma - Penya Encarnada d’Andorra - FC Rànger’s | - CF Atlètic Amèrica 1 - CE Carroi - City Escaldes FC |

## Turnierverlauf

### 1. Runde
Die Spiele fanden am 11. und 12. Januar 2025 statt.
|                         | Ergebnis |                           |
| ----------------------- | -------- | ------------------------- |
| UE Santa Coloma         | 5:0      | City Escaldes FC          |
| CF Esperança d’Andorra  | 0:2      | FC Pas de la Casa         |
| Inter Club d’Escaldes   | 6:0      | Penya Encarnada d’Andorra |
| Atlètic Club d’Escaldes | 2:0      | FC Ordino                 |
| FC Rànger’s             | 1:0      | CE Carroi                 |

### Viertelfinale
Die Spiele fanden am 12. und 13. März 2025 statt.
|                         | Ergebnis              |                       |
| ----------------------- | --------------------- | --------------------- |
| FS La Massana           | 0:2                   | UE Santa Coloma       |
| FC Pas de la Casa       | 0:3                   | Inter Club d’Escaldes |
| Atlètic Club d’Escaldes | 5:0                   | CF Atlètic Amèrica    |
| FC Santa Coloma         | 1:1 n. V. (5:6 i. E.) | FC Rànger’s           |

### Halbfinale
Die Spiele fanden am 16. und 17. April 2025 statt.
|                 | Ergebnis  |                         |
| --------------- | --------- | ----------------------- |
| UE Santa Coloma | 1:2       | Inter Club d’Escaldes   |
| FC Rànger’s     | 1:2 n. V. | Atlètic Club d’Escaldes |

### Finale
| Paarung                 | Inter Club d’Escaldes – Atlètic Club d’Escaldes |
| Ergebnis                | 1:0 (0:0) |
| Datum                   | 25. Mai 2025 |
| Stadion                 | Estadi Nacional, Andorra la Vella |
| Schiedsrichter          | Manuel Antonio Nogueira |
| Tore                    | 1:0 Raul Feher (59.) |
| Inter Club d’Escaldes   | Javi Díaz – Raul Feher, Álex Sánchez, Jilmar Torres, Joseba Muguruza (85. Viti Martínez) – Damià Sabater (85. Sébastien Agüero), Martín Calderón (77. Víctor Alonso), Andrés Mohedano (77. Alexandre Llovet) – Ángel de la Torre, Rafinha (70. Jean Luc Assoubre), Guillaume López Cheftrainer: Felip Ortiz |
| Atlètic Club d’Escaldes | Jure Marinovich – Carlos Inglada, Varo Álvarez, Adrià Cosialls, Álvaro Roncal – Yeray Carpio, Gemelson Vieira (70. João Teixeira), Íñigo Barrenetxea – Christian Mora (85. David Valero), Alejandro Gómez, Predrag Muñoz (70. Rodrigo Piloto) Cheftrainer: Dani Luque                                       |
| Gelbe Karten            | Álex Sánchez (30.), Joseba Muguruza (54.), Ángel de la Torre (74.), Jilmar Torres (76.), Víctor Alonso (84.), Alexandre Llovet (90.+3') – Christian Mora (35.), Varo Álvarez (38.), Adrià Cosialls (60.) |